# Hrotovice
Hrotovice (en allemand : Hrottowitz) est une ville du district de Třebíč, dans la région de Vysočina, en Tchéquie. Sa population s'élevait à 1 760 habitants en 2024.

## Géographie
Hrotovice se trouve à 18 km au sud-est de Třebíč, à 48 km au sud-est de Jihlava et à 160 km au sud-est de Prague.
La commune est limitée par Valeč au nord, par Dalešice, Slavětice et Rouchovany à l'est, par Litovany au sud, et par Bačice, Krhov, Račice et Odunec à l'ouest.

## Histoire
La première mention écrite de la localité date de 1228.

## Transports
Par la route, Hrotovice se trouve à 13 km de Jaroměřice nad Rokytnou, à 21 km de Třebíč, à 54 km de Jihlava et à 184 km de Prague.